# Heinz Havemeister
Heinz Havemeister (* 1958 in Eisenberg) ist ein deutscher Kurator, Musiker und Autor.

## Leben
Havemeister studierte von 1982 bis 1987 Kunstwissenschaft an der Humboldt-Universität zu Berlin. Von 1988 bis 1990 war er Mitherausgeber der originalgrafischen Zeitschrift Liane, in Zusammenarbeit mit Volker Handloik, Michael Thulin (d. i. Klaus Michael) und der Fotografin Susanne Schleyer und beteiligte sich an nicht offiziellen Zeitschriften. Von 1990 bis 1993 war Havemeister Mitarbeiter im Berliner Verlag Druckhaus Galrev.
Als Musiker ist Havemeister in verschiedenen Formationen aktiv, in der Bolschewistischen Kurkapelle Schwarz-Rot (bis 2012) und mit Frank Bretschneider als Gitarrist in Heinz & Franz, u. a. wirkte er 1989 mit  Heinz & Franz in Matthias Baader Holsts Poesie-Performance zwischen bunt und bestialisch in der Moritzbastei in Leipzig mit. Er beteiligte sich an verschiedenen Theaterproduktionen und schrieb das Libretto zum Oratorium Das ausgehende 20. Jahrhundert (Komposition Frank Keding) für Chor und sinfonisches Blasorchester (UA 2008 Volksbühne Berlin).
Mit Ronald Galenza gehört Havemeister zu den wichtigen Biografen und Historiografen der musikalischen Independent Scene der DDR und ist Experte für Rock und Punk. Aufsehen erregte der 1999 mit Galenza herausgegebene Band Wir wollen immer artig sein … Punk, New Wave, HipHop und Independent-Szene in der DDR über den u. a. die Wochenzeitung Die Zeit am 7. Oktober 1999 festhielt: „Wer das hervorragend bebilderte Werk liest, weiß alles über jeden, der im letzten DDR-Jahrzehnt den Pogo tanzte und staatsunabhängig zur Gitarre griff.“ Die Tageszeitung Die Welt stellte am 16. Oktober 1999 heraus, dass der Leser bei der Lektüre des Bandes „neben den subtilen Formen staatlicher Repression fast im Vorübergehen eine Reihe von erhellenden Fakten über den Zerfall des kulturellen und gesellschaftlichen Zusammenhangs in der untergehenden DDR“ erfährt.
Havemeister arbeitet und lebt in Berlin.

## Publikationen und Herausgaben
- Zeitschrift Liane 1988–1990 (Hrsg. mit Volker Handloik, Michael Thulin d. i. Klaus Michael und Susanne Schleyer).
- Matthias Baader-Holst: zwischen bunt und bestialisch … all die toten albanier meines surfbretts. Tape, Edition Liane 1989.
- Wir wollen immer artig sein … Punk, New Wave, HipHop und Independent-Szene in der DDR von 1980 bis 1990. Verlag Schwarzkopf & Schwarzkopf Berlin 1999, ISBN 3-89602-306-3 (Hrsg. mit Ronald Galenza).
- Feeling B – Mix mir einen Drink: Punk im Osten. Verlag Schwarzkopf & Schwarzkopf Berlin 2010, ISBN 3-89602-905-3 (Hrsg. mit Ronald Galenza).

## Aufsätze und Beiträge u.a.
- Beiträge zum Fotografen Frank Hermann und zu fotografischen Selbstporträts. In: Entwerter oder. Sonderheft Fotografie 2/1988.
- Von Nullpunkt zu Nullpunkt. Ein Bericht über bestehende und neu gegründete Galerien in Ostberlin. In: Bildende Kunst 12/1990.
- Beitrag in Bilder aus der DDR. Biennale Venedig. In: Kunstforum International Bd. 106, August–Oktober 1990. (Hrsg. Thomas Wulffen).
- Entweder Oder im Niemandsland. Punk in der DDR 1984–1989. Zwischen Repression und Vereinnahmung (mit Ronald Galenza). In: Michael Boehlke, Henryk Gericke (Hrsg.): ostPUNK – Too Much Future. Ausstellungskatalog. Verbrecher Verlag Berlin 2007, ISBN 3-932754-62-X.
- Beitrag in Leck mich am Leben. Punk im Osten. Verlag Neues Leben 2012, ISBN 978-3-355-01807-4 (Hrsg. Frank Willmann).

Beiträge zu Galerien, Fotografie, Bildende Kunst, Punk und Independ Bands u. a. in Bildende Kunst, Kunstforum International, Taz, Zitty.